# Camposanto della Misericordia di Siena
Il camposanto della Misericordia di Siena è il cimitero considerato monumentale per le opere d'arte che contiene e deve il suo nome alla locale arciconfraternita della Misericordia.

## Storia
Progettato dall'architetto Lorenzo Doveri sull'area di un demolito convento olivetano fuori Porta Tufi, venne inaugurato nel 1843. Nel 1866 i lavori, rimasti incompiuti alla morte del Doveri, furono affidati a Giuseppe Partini, suo allievo, che curò l'ampliamento del camposanto, concluso nel 1875.
Si tratta di un cimitero esclusivamente cattolico, e fin dalle origini scelto dalle alte cariche e personalità cittadine, a differenza del cimitero del Laterino (comunale), in qualche misura più vicino alle classi meno agiate e di ispirazione aconfessionale.
I più recenti interventi hanno creato corpi aggiunti che, purtroppo, non hanno trovato il giusto equilibrio architettonico con le creazioni ottocentesche.

## Descrizione

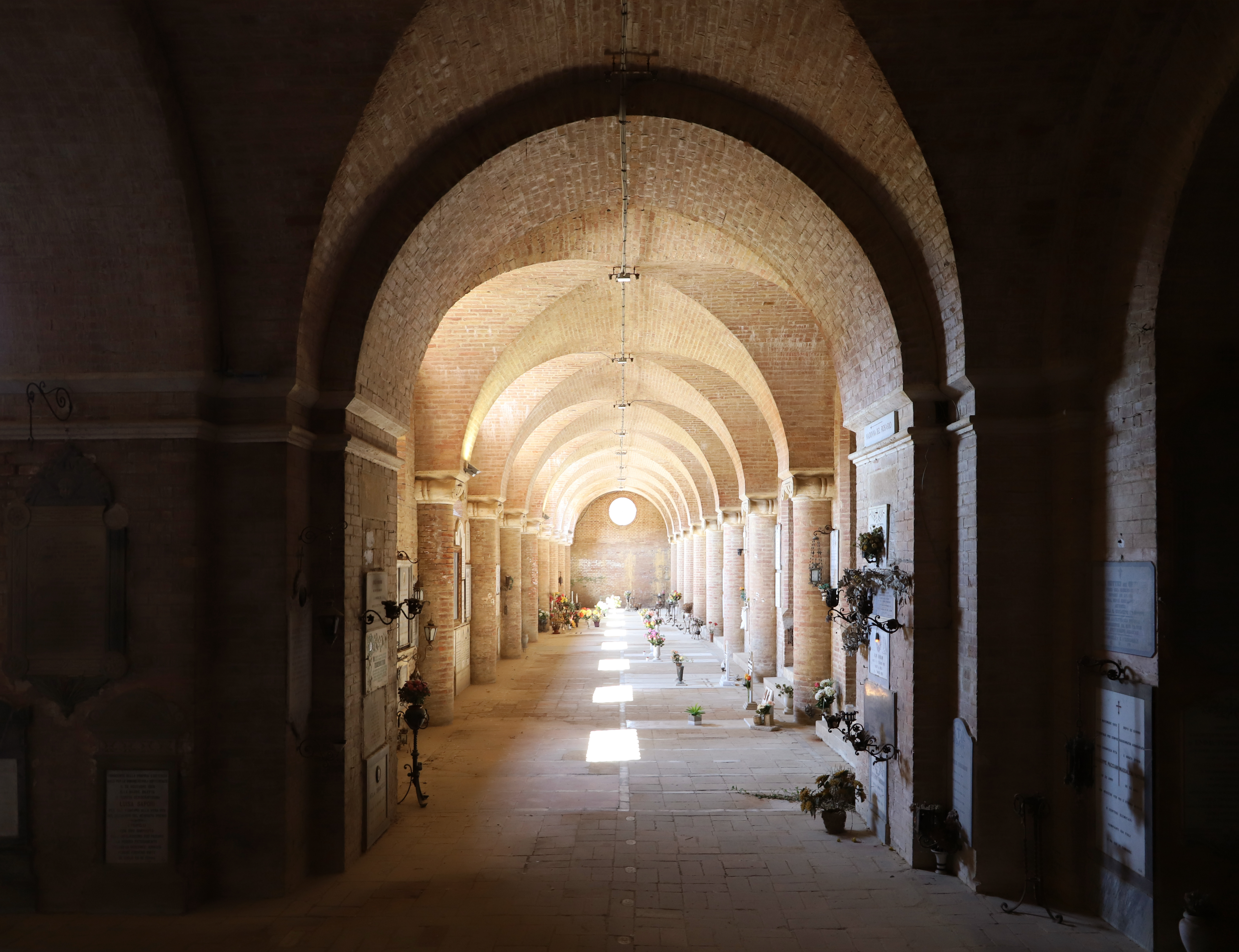
Uno dei loggiati sotterranei

Il nucleo storico del cimitero è impostato su due grandi campi posti su livelli diversi e collegati da una scalinata. Quello superiore, quadrangolare e con al centro un obelisco, è circondato per lo più da cappelle familiari, in cui si trovano alcune delle migliori decorazioni ottocentesche. Quello inferiore è chiuso su due lati da un porticato, in cui si trovano disposte fittamente cappelle gentilizie e sepolture, spesso decorate da sculture, risalenti per lo più all'Ottocento e ai primi quattro decenni del Novecento. Sotto i loggiati corre un'ampia galleria sotterranea, coperta da poderose volte in muratura, dove si trovano altre cappelle e sepolture per lo più storiche; da qui si può accedere anche ai "Voltoni", struttura sotto il campo superiore retta da grandi pilastri sulla terra battuta: si pensa che fosse l'antica cripta del monastero di Monte Oliveto. Il lato sud-ovest del campo inferiore era aperto sul paesaggio, ed è oggi in parte manomesso dall'apertura di nuovi campi di sepoltura e strutture per loculi.
Ai lati dei campi maggiori si trovano le aggiunte del dopoguerra: a sinistra coincide con il nuovo ingresso; a destra le strutture più recenti, tra cui una a più piani attualmente in costruzione (nel 2020).
La ricchezza di testimonianze figurative, pittoriche e plastiche, fanno del camposanto una sorta di antologia della cultura figurativa senese tra Otto e Novecento. Si ricordano: la cappella Franci con affreschi di Pietro Aldi, Cesare Maccari, Amos Cassioli (1887), e con le decorazioni in ferro battuto della Officina Franci; la cappella Bandini Piccolomini con l'affresco di Alessandro Franchi, le sculture di Tito Sarrocchi, di Ezio Trapassi (1871-1960) e di Patrizio Fracassi. Nel camposanto sono conservate opere di Fulvio Corsini (1874-1938), Buoncompagni Sante (notizie dal 1906-1932), Guido Bianconi (1874-notizie fino al 1933), Vico Consorti, Giorgio Bandini (1833-1899), Gaetano Marinelli, Luisa Mussini, Plinio Tammaro (1928-2008). Vi è conservata anche la Pietà di Giovanni Duprè, facente parte del monumento Bichi-Ruspoli, nell'omonima cappella.